# گدفروآ دو بویون
گُدفروآ دو بویون (فرانسوی: Godefroy de Bouillon‎؛ زاده ۱۰۶۰ درگذشته ۱۸ ژوئیهٔ ۱۱۰۰) یک اشراف‌زاده اهل فرانسه بود. وی از رهبران اولین جنگ صلیبی از سال ۱۰۹۶ تا زمان مرگش بود. وی مردی قدرتمند با سینه‌های ستبر و ریشی زرد رنگ و بازوهایی شگفت‌آور بود. قدرت جنگ و رزم او بسیار بالا بود، برای مثال در نبرد دوریله توانست تنها با پنجاه شوالیه به کمک بوهومن بیاید و ترکان را شکست دهد. گُدفروآ اولین حاکم صلیبی اورشلیم بود که روح مذهبی بسیار بالایی داشت و تعصب بسیاربالایی بر روی مذهب و دین خود داشت. وی از خانواده اشراف بود؛ مادرش وارث دوک‌های برابانت در خاک بلژیک و پدرش کنت دوبلونی در فرانسه بودند. گُدفروآ برادری داشت به نام بالدوین که پس از مرگ گُدفروآ به تخت پادشاهی نشست.

## حرکت فرماندهان صلیبی به سمت ممالک مقدسه
پس از شکست لشکر صلیبی عوام گروهی از اشراف اروپا به سمت اورشلیم حرکت کردند. فرماندهان این لشکر از سه نفر تشکیل می‌شد:گُدفروآ بوین، ریمون دوسن ژیل و بوهومن، این افراد همگی از طبقهٔ اشراف بودند و از نظم لشکر بسیار می‌دانستند. آنها به امراتوری سلجوقی می‌رسند و اولین برخورد سخت خود را با مسلمانان ترک شروع می‌کنند. در نبرد دوریله بوهومن با ترکان مواجه می‌شود که با لشکری انبوه به سمت او می‌آیند. نبرد رخ می‌دهد و سپاهیان بوهومن یکی یک در حال کشته شدند بودند، اما بوهومن پیش از نبرد نامه ای به طرف گُدفروآ می‌فرستد و از او کمک می‌خواهد. گُدفروآ با پنجاه شوالیه به کمک بوهومن می‌آید و ترکان را شکست می‌دهد. آنها به طرف اورشلیم حرکت می‌کنند. زمانی که به اورشلیم می‌رسند می‌بینند که تمامی چاه‌ها خشکیده و آب و آذوقه ای موجود نیست اما چون آب و آذوقهٔ آنها از طرف پاپ تأمین می‌شد با کمبود جدی آب و آذوقه مواجه نشدند و حمله به شهر را آغاز کردند. هریک از فرماندهان برجی محاصره ساخت و به طرف دیواره‌های اورشلیم حرکت کرد. گُدفروآ توانست پلی ارتباطی بین لشکرش و دیوار درست کند و خیلی زود لشکرش از روی برج محاصره به دیوار رسیدند و دیوار را تصرف کرده. تمامی سربازان و مردم به مسجد الاقصی پناه برده اما لشکریان صلیبی به حرم هم احترام نگذاشته و همه را از مسلمان تا یهودی کشتند، چنانچه گفته شده:زمانی که تعدادی از صلیبیون به اروپا بازگشتند برای پاپ گفته‌اند که اسبان ما تا زانو در خون مسلمانان بود. پس اورشلیم تصرف و تعدادی از املاک مقدسه هم به صلیبیون رسید و حکومتی تشکیل شد به نام (مملکت لاتینی اورشلیم) و همهٔ تصرفات صلیبیون چنین حکومتی را تشکیل داد.

## پادشاهی اورشلیم
پس از تصرف اورشلیم باید کسی پادشاه اورشلیم می‌شد. بیشتر لشکر رأی یه نفع گُدفروآ دادند و گُدفروآ پادشاه اورشلیم شد. پس از مرگش برادرش بودوئن پادشاه اورشلیم شد.

## مطالعه بیشتر